# Референдум у Латвії (2012)
| ЗА 100,0—90,0 % 89,9—80,0 % 79,9—70,0 % 69,9—60,0 % 59,9—50,0 % | ПРОТИ 50,0—59,9 % 60,0—69,9 % 70,0—79,9 % 80,0—89,9 % 90,0—100,0 % |

Підсумки референдуму за муніципалітетами.
ЗА
100,0—90,0 %
89,9—80,0 %
79,9—70,0 %
69,9—60,0 %
59,9—50,0 %
ПРОТИ
50,0—59,9 %
60,0—69,9 %
70,0—79,9 %
80,0—89,9 %
90,0—100,0 %

Референдум щодо законопроєкту «Поправки до Конституції Латвійської Республіки» (латис. Tautas nobalsošana par likumprojektu «Grozījumi Latvijas Republikas Satversmē») — референдум, що пройшов у Латвії 18 лютого 2012 року. Були запропоновані поправки до статей 4, 18, 21, 101 і 104 Конституції Латвії, що мали зробити російську мову другою офіційною. Питання референдуму: «Чи підтримуєте Ви прийняття законопроєкту „Поправки до Конституції Латвійської Республіки“, що надає російській мові статус другої офіційної?»
Референдум був ініційований проросійськими організаціями «Єдина Латвія» та «Рідна мова». Президент і прем'єр-міністр Латвії закликали народ не підтримувати законопроєкт.
Референдум зібрав найбільшу кількість виборців за всю історію латвійських референдумів з часів референдуму про незалежність 1991-го. У референдумі взяли участь 70,5% громадян Латвії, які мають право голосу, з яких 24,9% виборців проголосували за надання російській мові статусу другої державної мови, а 74,8% — проти.

## Результати
74,80 % проголосували проти.
24,88 % проголосували за.